# Fuentes (Santa Fe)
Fuentes es una localidad del Departamento San Lorenzo, Provincia de Santa Fe. Se ubica sobre la RP 26, a 55 km de Rosario y a 12 km de Casilda.
Cuenta con 3,521 habitantes (Indec, 2010).
La comuna fue creada el 7 de mayo de 1907.
actual presidente: señor comisario alejo coceres

## Fundación
Fundada el 6 de abril de 1888, día en que el Superior Gobierno de la Provincia aprobó los planos de mensura. Enriqueta Wilson de Olavarría Le Bas, Diego Musgrave y Juan Fuentes se consideran sus fundadores por haberse acogido a la ley provincial sobre fundación de colonias.

## Toponimia
Juan Fuentes fue inmigrante español nacido en Caldas de Reyes, Galicia. Siendo cochero en Rosario, se casó con la propietaria de la empresa de carruajes en la cual trabajaba, Josefa Manso. Allí comenzó su ascenso económico debido a la audacia y visión progresista, a pesar de no saber leer ni escribir.
Al fallecer su esposa, contrajo enlace con María Alesi viuda de Raveglia de cuya unión nacieron cuatro hijos.
Odiado por muchos y defendido por algunos, en su honor el pueblo lleva su apellido por haber sido el poseedor de la mayor parte de la superficie del distrito.
En distintas oportunidades se instó por el cambio de nombre de la localidad, la última en 1955 con resultado negativo.

## Población
Es de aproximadamente 3.000 habitantes y se distribuyen en mayor parte en la zona urbana.
Desde su nacimiento esta localidad cobijó personas de distintas nacionalidades. Todos los procesos inmigratorios impulsados por el gobierno influyeron en el crecimiento de la localidad. Italianos, españoles, rusos, polacos, franceses, alemanes, yugoslavos fueron quienes con su trabajo y el aporte de sus costumbres formaron esta pujante localidad.

## Ubicación
Es cabecera de distrito del mismo nombre, siendo su área de 20.550 ha .

### Límites
- Norte el distrito Coronel Arnold y el departamento Caseros (distrito Casilda)
- Sur el distrito Villa Mugueta y el departamento Rosario (distrito Acebal)
- Este el departamento Rosario (distrito Muñoz)
- Oeste el departamento Caseros (distrito Casilda).

Las comunicaciones son fluidas con el resto de la región, el país y el mundo. La ruta Provincial 17-S nos comunica con la ruta Nacional A - 012 y la ruta Provincial 26 une con la ciudad de Casilda. Comunicante con las rutas nacionales 9, 11 y 33. A 50 km se encuentra el Aeropuerto Internacional Islas malvinas, de Rosario y a 15 km el Aero Club Casilda con una pista balizada e iluminada de 980 m de longitud; operable las 24 h y todo el año.
El clima es templado con temperaturas que en verano llegan hasta 40 °C y en invierno un mínimo de 0 °C provocado por el avance de la oleada del viento pampero (aire frío y seco proveniente del sur), que origina heladas.

### Uso del suelo
90% a la siembra de maíz, trigo y soja. La mayor parte de las explotaciones son chicas y medianas con predominio de la pequeña propiedad (60 a 70 ha cada uno)

## ¿Cómo llegar?
- Por la ruta nacional A012 en el km 23 acceso RP N°17S a Coronel Arnold y a Fuentes. Otra opción es por RN 33 y tomando acceso RP N°26 por la ciudad de Casilda.